# Alive (pjesma Black Eyed Peasa)
"Alive " je pjesma američkog sastava Black Eyed Peas. Objavljena je 24. svibnja 2009. kao drugi promotivni singl za njihov peti studijski album The E.N.D. u izdanju Interscope Recordsa.

## Top liste
| Top liste (2009.)      | Pozicija |
| ---------------------- | -------- |
| Kanada                 | 62       |
| SAD Billboard Hot 100  | 101      |
| Ujedinjeno Kraljevstvo | 88       |